# Пролив Джорджии

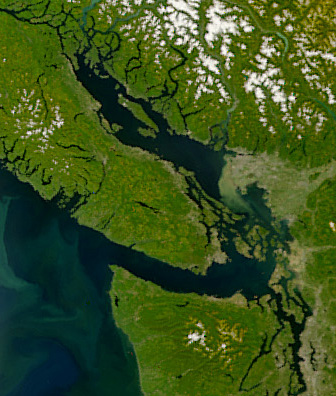
Пролив Джорджии

Проли́в Джо́рджии (Джорджия; англ. Strait of Georgia) — пролив в Тихом океане, на юго-западе Канады и на северо-западе США, часть моря Селиш.
Находится между островом Ванкувер, юго-западной частью Британской Колумбии (Канада) и северной частью штата Вашингтон (США). В северной части острова Дискавери разделяют пролив на два рукава: Джонстон и Королевы Шарлотты. На юге таким же образом пролив разделяется архипелагом Сан-Хуан, разделяясь на рукава Харо и Росарио. Геологическая служба США определяет южную границу пролива как линию, проходящую через острова Сатурна, Патос, Сусия, Матия и Ломми. Образует участок внутреннего водного пути между Сиэтлом (штат Вашингтон) и городом Скагуэй (штат Аляска). Составляет около 240 км в длину; ширина изменяется от 18,5 до 55 км. Средняя глубина пролива составляет 156 м, а максимальная глубина достигает 447 м. Площадь водного зеркала пролива насчитывает около 6800 км². Крупнейшая река, впадающая в пролив — Фрейзер (привносит до 80 % от всей пресной воды, попадающей в пролив). В проливе Джорджия расположены несколько крупных (самый крупный — Тексада) и множество мелких островов.
Название пролив получил в 1792 году от Джорджа Ванкувера, который назвал его «залив Джорджия» в честь короля Великобритании Георга III. В 1865 году капитан Ричардс, уточнив местоположение объекта, поменял «залив» на «пролив», но местные жители до сих пор часто говорят «залив».